# Esox niger
Az Esox niger a sugarasúszójú halak (Actinopterygii) osztályának csukaalakúak (Esociformes) rendjébe, ezen belül a csukafélék (Esocidae) családjába tartozó faj.

## Előfordulása
Az Esox niger előfordulási területe, az Amerikai Egyesült Államok keleti fele, főleg Florida déli része és a Mexikói-öböl északi környéke. A louisianai Sabine-tótól, egészen a Mississippi folyó Kentucky és Missouri államokbeli szakaszáig lelhető fel. Ezt a halat betelepítették a kanadai Új-Skócia tartományba, az Ontario- és az Erie-tavakba és néhány egyéb helyre is.

## Megjelenése
Ez a csukafaj általában 41,9 centiméter hosszú, de akár 99 centiméterre is megnőhet. Testtömege legfeljebb 4,3 kilogramm. 16 centiméteresen felnőttnek számít. A hátúszóján nincs tüske, viszont 17-21 sugár van, ugyanígy a farok alatti úszóján sincs tüske, de 11-13 sugár található. 49-54 csigolyája van. Teste karcsú, oldalra lapított. Nagy feje, hosszú, széles, lekerekített pofában végződik. Nagy szája a szem mögé nyúlik. Az állkapocscsont oldalsó fogai és az ekecsont (vomer) eléggé nagyok. Pofájának oldala és kopoltyúfedői pikkelyesek. Testének háti része zöldes vagy egyéb sötét árnyalatú aranyozott pikkelyekkel, oldalai világosabbak. A világosabb részeket sötét vonalak veszik körül. Szintén a háti részből, függőleges sávok futnak a testen. Farokúszójának töve márványozott, sötét pontozással. Az úszók vége szürkés. Pupillája sárga.

## Életmódja
Az Esox niger mérsékelt övi, édesvízi halfaj, amely legfeljebb 6 méter mélyre merül le és nem vándorol. A 10-20 Celsius-fokos vízhőmérsékletet kedveli. A tavak, mocsarak, elárasztott területek és lassú folyású folyók és patakok növényzetében rejtőzködik. Ha elég mély és hideg a víz, akkor nem muszáj neki a növényzet. A felnőtt hal, télen a mélyebb vizekbe húzódik vissza.
Legfeljebb 9 évig él.

## Szaporodása
Tavasszal, miután elolvadott a jég, az ívásra készülő csukák az elárasztott területekre vonulnak, lerakni ikráikat. A fiatalok mozdulatlanul ülnek a mederben, vagy beássák magukat az iszapba. Az ivadék a növényzet védelmét keresi. Az ikrák szabadon lebegnek.

## Felhasználása
Az Esox niger kedvelt hal, a sporthorgászok számára.

## Képek

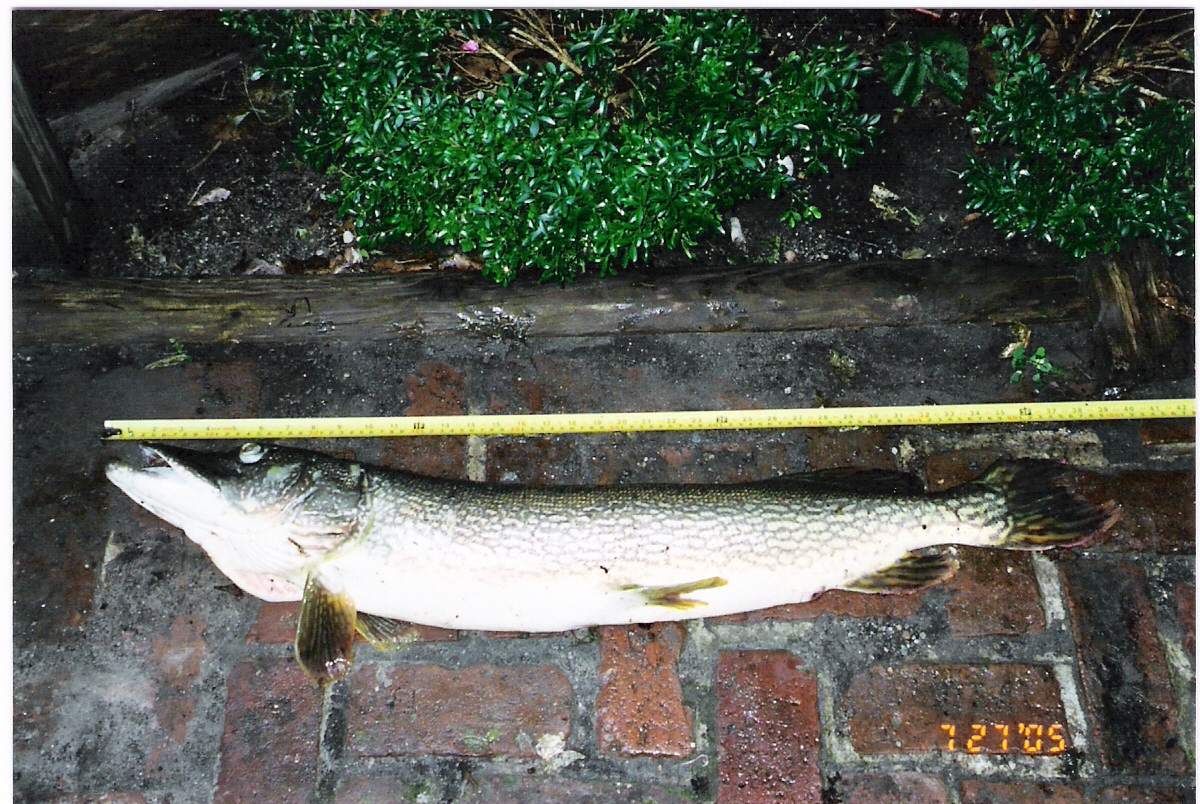
Kifogott példány
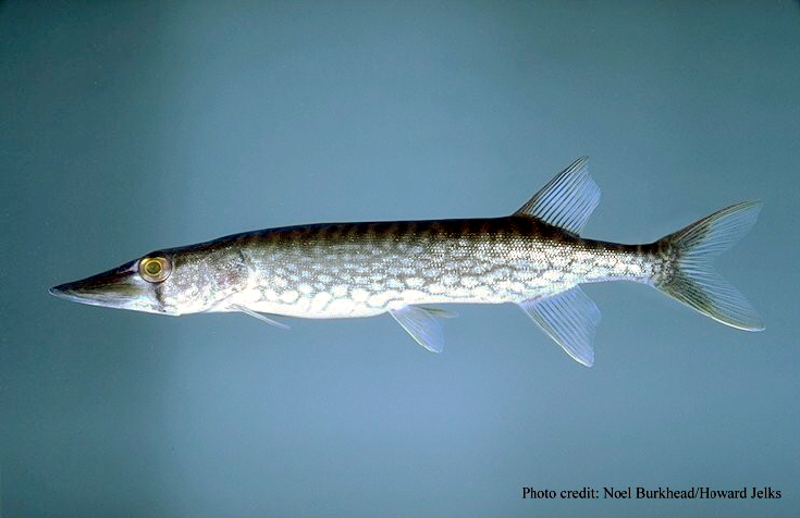